# Lear (Oper)
Lear ist eine Oper in zwei Teilen. Die Musik stammt von Aribert Reimann, das Libretto von Claus H. Henneberg (basierend auf Johann Joachim Eschenburgs Übersetzung von William Shakespeares König Lear). Die Uraufführung fand am 9. Juli 1978 im Nationaltheater München statt; die musikalische Leitung hatte Gerd Albrecht, Regie führte Jean-Pierre Ponnelle. Die Anregung, den Lear-Stoff als Oper zu gestalten, stammte von Dietrich Fischer-Dieskau, der auch die Titelrolle bei der Uraufführung übernahm. Lear gehört zu den erfolgreichsten deutschen Opern des 20. Jahrhunderts und avancierte schnell zu einem Klassiker der Avantgarde.
Die Partitur ist weitgehend in durchkomponierter Form gestaltet. Die beiden Teile bestehen aus einzelnen Szenen, die jedoch ohne Pausen ineinander übergehen.

## Handlung

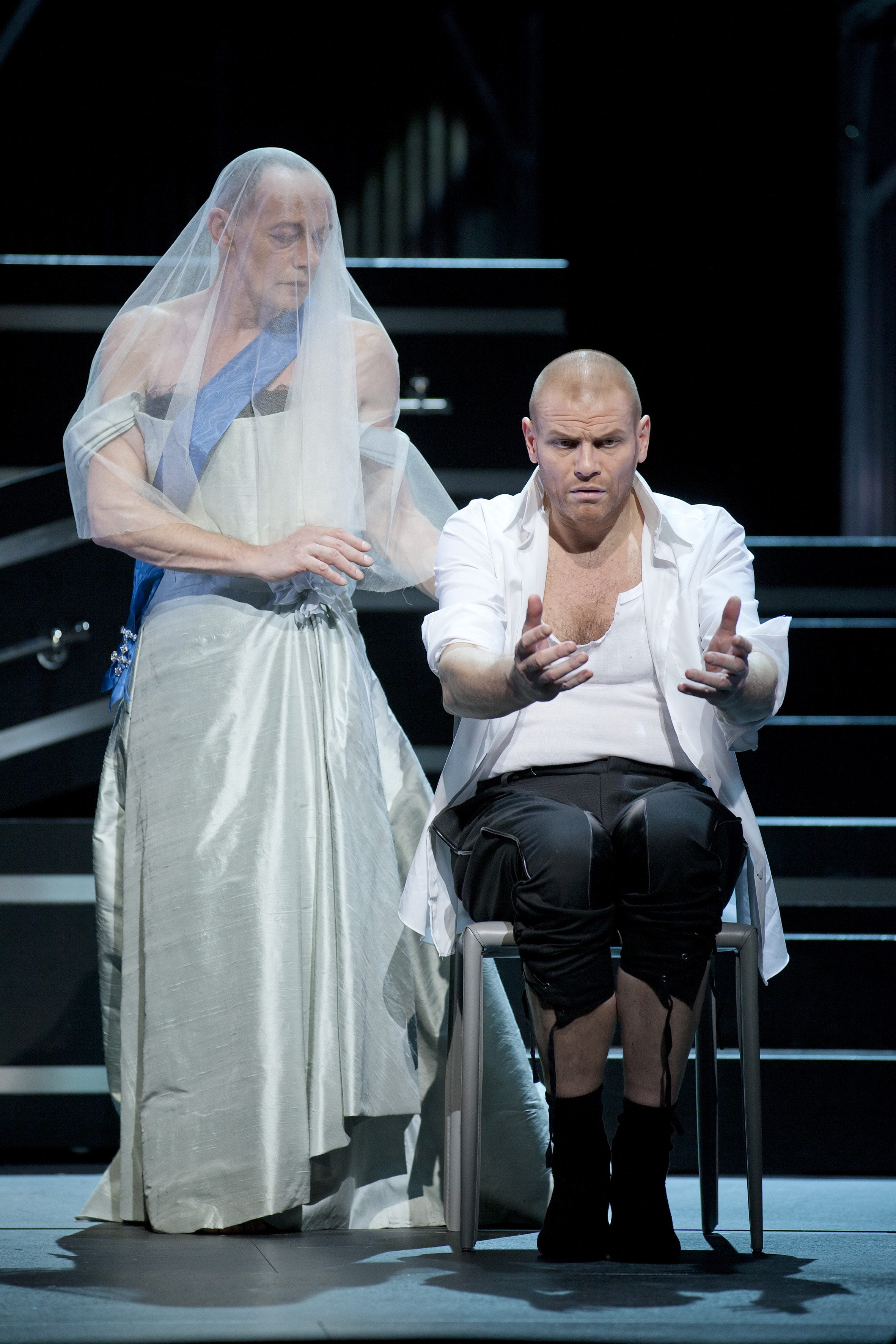
Bo Skovhus als König Lear (rechts) mit Erwin Leder als Narr (Hamburgische Staatsoper 2012)

### Erster Teil
König Lear will sich von den Regierungsgeschäften zurückzuziehen und das Reich unter seinen Töchtern Goneril, Regan und Cordelia aufteilen. Allerdings knüpft er die Aufteilung an eine öffentliche Liebesbekundung. Während die beiden älteren Töchter dieser Aufforderung wortreich nachkommen, entschließt sich die jüngste Tochter, Cordelia, zu schweigen. Lear hält sie für undankbar, enterbt und verstößt sie. Als Frau des Königs von Frankreich verlässt sie England. Ihr Erbteil fällt an Goneril und Regan. Der Graf von Kent wird geächtet, als er versucht Lear die Torheit seiner Entscheidung vor Augen zu führen. Edmund, dem unehelichen Sohn des Grafen Gloster, gelingt es, den Vater mit einer Briefintrige dazu zu bewegen, seinen legitimen Sohn Edgar zu verstoßen. Edgar flüchtet in die Heide.
Anstatt Lear seinen Lebensabend in Ruhe verbringen zu lassen, fordern Goneril und Regan den Vater auf, sein Gefolge zu entlassen. Lear weigert sich und wird fortgejagt. Nur von dem verkleideten Kent und dem Narren begleitet, irrt Lear in fortschreitendem Wahnsinn durch die sturmumtoste Heide. Dort begegnet er Edgar, der sich verstellt und als „armer Tom“ ausgibt. Gloster, der Lear in die Heide gefolgt ist, bringt ihn nach Dover.

### Zweiter Teil
Weil Gloster nach wie vor zu Lear steht, reißen ihm Regan und ihr Gatte Cornwall die Augen aus. Goneril macht Edmund zu ihrem Heerführer und ihrem Liebhaber. Unterdessen ist das französische Heer in Dover gelandet, um Lear und Cordelia wieder in Macht zu setzen. Im französischen Heerlager klagt Cordelia um den Vater, von dessen Wahnsinn sie erfahren hat. Der blinde Gloster lässt sich von seinem Sohn Edgar, den er nicht erkennt, an die Küste führen, um sich in den Tod zu stürzen. Der Sohn verhindert den Selbstmord des Vaters. Lear wird ins französische Lager geführt und trifft dort auf Cordelia, die sich um ihn kümmert. Edmund hat das französische Heer geschlagen und Lear und Cordelia gefangen genommen. Er befiehlt, Cordelia umzubringen. Die Schwestern streiten um die Macht. Regan wird von Goneril vergiftet. Edgar fordert seinen Bruder zum Duell und tötet ihn dabei. Goneril, die alles verloren glaubt, ersticht sich. Lear erscheint mit der Leiche Cordelias. Er stirbt verzweifelt.

## Orchesterbesetzung
3 Flöten (auch 3 Piccoli, 3. auch Bassflöte), 1 Altflöte, 2 Oboen, 1 Englischhorn, 2 Klarinetten (2. auch Es-Klarinette), 1 Bassklarinette, 2 Fagotte, 1 Kontrafagott – 6 Hörner, 4 Trompeten, 3 Posaunen, 1 Tuba – Pauken, Schlagzeug (5 Bongos, 5 Tomtoms, 5 Tempelblocks, 3 Schlitztrommeln, 1 Rührtrommel, 1 Kleine Trommel, 1 Große Trommel, Becken, 4 hohe und 3 tiefe Gongs, 4 Tamtams, hängende Bronzeplatten, Metallfolie, Metallblock, Holzfass) – 2 Harfen – Streicher: 24 Violinen, 10 Bratschen, 8 Violoncelli, 6 Kontrabässe

## Aufnahmen/Tonträger
- 1978: Dietrich Fischer-Dieskau, Karl Helm, Hans Wilbrink, Georg Paskuda, Richard Holm, Hans Günter Nöcker, David Knutson, Werner Götz, Helga Dernesch, Colette Lorand, Júlia Várady, Rolf Boysen, Markus Goritzki, Gerhard Auer; Bayerisches Staatsorchester, Chor der Bayerischen Staatsoper; Gerd Albrecht, Dir. Deutsche Grammophon 463 480-2
- 2008: Wolfgang Koch, Magnus Baldvinsson, Dietrich Volle, Michael McCown, Hans-Jürgen Lazar, Johannes Martin Kränzle, Martin Wölfel, Frank van Aken, Jeanne-Michèle Charbonnet, Caroline Whisnant, Britta Stallmeister; Frankfurter Museumsorchester, Chor der Oper Frankfurt, Sebastian Weigle, Dir. Oehms classics OC 921